# Ванача, Иван Темуразович
Иван Темуразович Ванача (11 апреля 1921, Лыхны, Гудаутский район, ССР Абхазия — 5 января 1993, Гудаутский район, Абхазия) — гвардии старшина Красной армии, участник Великой Отечественной войны, полный кавалер ордена Славы.

## Биография

### Молодые годы, семья, образование
Родился 11 апреля 1921 года в крестьянской семье в селе Лыхны Гудаутского района Абхазии. По национальности — абхаз.
Отец — Темураз Кубанович Ванача (1868—1984), участник Первой мировой войны, всадник 4-й (абхазской) сотни Черкесского конного полка, кавалер Георгиевского креста 4-й степени. Принимал участие в гражданской войне, а после начала Великой Отечественной войны в возрасте 73 лет попросил зачислить себя в действующую армию, но получил отказ. В 1977 году вместе с другими долгожителями Темураз Ванача стал известен американским телезрителям благодаря участию в рекламе компании «Dannon», снятой в СССР в рамках кампании «В советской Грузии», в которой рассказывалось о свойствах йогурта и утверждалось, что именно благодаря его употреблению Темураз Ванача дожил до 105 лет. Несмотря на свой возраст Темураз Ванача участвовал в конных скачках, состоял в музыкальном ансамбле долгожителей «Нарты», а также принимал участие в уборке чайных плантаций, прожив до 117 лет.
В 1938 году Иван Ванача окончил Сухумское педагогическое училище, после чего работал учителем географии и химии в школе села Хопи Гудаутского района.

### Военная служба
В августе 1940 года вступил в Красную армию, окончив в том же году курсы младших политруков в Баку (Азербайджан). С июня 1941 года находился на Западном фронте Великой Отечественной войны.
В 1943 году стал командиром артиллерийского расчёта 275-го гвардейского истребительно-противотанкового артиллерийского полка 4-я отдельной гвардейской истребительно-противотанковой бригады 69-й армии 1-го Белорусского фронта. В том же году вступил в ВКП(б). Осенью был награждён медалью «За отвагу».
В период с 15 по 16 октября 1943 года во время боёв за станцию Мормаль (Гомельская область, Белоруссия) орудийный расчёт под командованием Ваначи уничтожил две пулеметные точки противника. 16 декабря при отражении вражеской контратаки на территории Могилёвской области Ванача метким огнём лично подбил самоходное орудие «Фердинанд», вынудив отступить пехоту противника. За эти действия, 17 января 1944 года награждён орденом Красной звезды.
18 июля 1944 года командир орудия гвардии старшина Ванача при прорыве укреплённой полосы в районе города Хелм (Польша) у сёл Торговище и Дольск (Турийский район, Украина) орудийным огнём подавил огонь противотанковой батареи и пулеметной точки, уничтожив до взвода солдат противника и обеспечив успешное продвижение советской пехоты. За эти действия, 30 июля 1944 года награждён орденом Славы 3-й степени.
26 августа 1944 года в наступательном бою в районе Гуры-Пулавски (южнее города Зволень, Польша) орудийный расчёт под командованием гвардии старшины Ваначи первым из батареи занял господствующую высоту и с помощью орудийного огня отбил многочисленные вражеские контратаки. Сам Ванача лично уничтожил десятки солдат противника и подбил вражеский танк. После того как орудие было разбито после прямого попадания снаряда, артиллерийский расчёт успешно отразил вражеские атаки до подхода советской пехоты. За эти действия, 21 сентября 1944 года награждён орденом Славы 2-й степени.
14 января 1945 года во время наступления на вражескую оборону в районе города Радом (Польша) орудие гвардии старшины Ваначи выдвинулось в боевые порядки пехоты и прямой наводкой подавило огневые средства противника в полосе атаки стрелковых подразделений. В ходе последовавшего боя было уничтожено до взвода солдат противника, выведены из строя противотанковое орудие и миномётная батарея, а также подавлена вражеская огневая точка. За эти действия, указом Президиума Верховного Совета СССР от 24 марта 1945 года награждён орденом Славы 1-й степени. Таким образом, Ванача стал единственным абхазом, ставшим полным кавалером ордена Славы (полные кавалеры ордена Славы приравнены к Героям Советского Союза, которого были удостоены 22 представителя абхазского народа).
До конца войны служил в 4-й отдельной гвардейской истребительно-противотанковой бригаде. В июле 1945 года демобилизовался из армии.

### Последующая жизнь
После окончания войны Ванача вернулся в родное село Лыхны и к довоенной профессии — поступил военруком в местную среднюю школу. Активно занимался общественной и военно-патриотической работой, избирался членом абхазского Совета ветеранов Абхазии и Гудаутского района.
В 1975 году Ванача вместе с отцом встречался с Константином Симоновым во время его поездки по Абхазии в рамках съёмок фильма «Шёл солдат» по одноимённой книге. В этом фильме были отражены боевые будни Ваначи, его рассказы о войне. Ванача так рассказывал об артиллерийском орудии, с которым работал сам: «Очень даже хорошая пушка. Очень легкая, низкая, и защитный щит, и очень точно бьет она туда, куда прицеливаешься. И так она быстро бьет!». С ним снимался, в том числе, и полный кавалер ордена Славы Михаил Бадигин, оставивший воспоминания о встрече с Ваначей.
В мае 1982 года на обложку журнала «Смена» была помещена фотография Ивана Ваначи с отцом под названием «Кавалеры высших солдатских орденов отец и сын Ваначи из села Лыхны Гудаутского района Абхазии» работы Льва Шерстенникова.
9 мая 1985 года принял участие в параде на Красной площади в Москве, приуроченному к 40-летней годовщине победы в Великой Отечественной войне.
5 января 1993 года скончался в селе Лыхны, где и проживал в последние годы.

## Награды
- Орден Ленина (20 августа 1986)[13].
- Орден Отечественной войны I степени (1 марта 1985)[13].
- Орден Отечественной войны II степени (6 апреля 1985)[25].
- Орден Трудового Красного Знамени (17 июня 1981)[13].
- Орден Красной Звезды (17 января 1944)[13].
- Орден Славы I степени (24 марта 1945)[26].
- Орден Славы II степени (21 сентября 1944)[27].
- Орден Славы III степени (30 июля 1944)[28].
- Медаль «За отвагу» (13 сентября 1943)[13].
- Медаль «За трудовое отличие» (18 октября 1954)[29].
- Медали и другие награды[1][13].